# Kamenice (kraj środkowoczeski)
Kamenice – wieś i gmina w Czechach, w powiecie Praga-Wschód, w kraju środkowoczeskim. Według danych z dnia 1 stycznia 2013 liczyła 4 043 mieszkańców.